# Strada regionale 208
La strada regionale 208 San Sergio - Risano  - San Quirico è una delle più importanti strade regionali slovene.
Conduce dall'Autostrada A1 sino al confine di San Quirico (Sočerga) con la Croazia.

## Percorso
La strada ha inizio allo svincolo Črni Kal dell'autostrada slovena A1 nei pressi del viadotto di San Sergio. A partire dall'incrocio di località Cattinara (Katinara) la strada diventa in comune con la strada regionale 409 per Lubiana e Capodistria. Al bivio di Predalocca (Predloka) la strada lascia la 409 e continua verso sud. Tocca le località di Covedo, Gracischie, San Quirico (Sočerga) per terminare dopo un chilometro al confine con la Croazia dove diventa la strada statale 201.

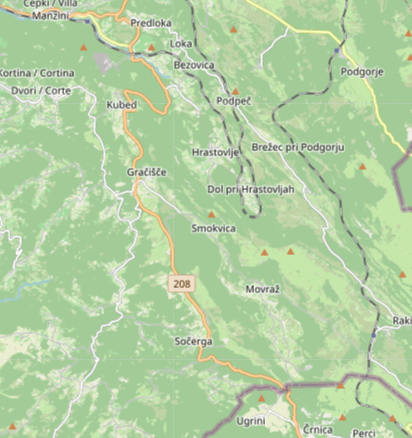
Il percorso della strada regionale 208 Črni Kal - Sočerga (Slovenia)